# 대한민국 민사소송법 제258조
대한민국 민사소송법 제258조는 변론기일의 지정에 대한 민사소송법조문이다.

## 조문
제258조(변론기일의 지정) (1) 재판장은 제257조제1항 및 제2항에 따라 변론 없이 판결하는 경우 외에는 바로 변론기일을 정하여야 한다. 다만, 사건을 변론준비절차에 부칠 필요가 있는 경우에는 그러하지 아니하다.
(2) 재판장은 변론준비절차가 끝난 경우에는 바로 변론기일을 정하여야 한다.
[전문개정 2008.12.26]

## 같이 보기
- 변론기일